# ۱۴۳۹ (میلادی)
۱۴۳۹ (میلادی) هزار و چهارصد و سی و نهمین سال تقویم میلادی است.

## درگذشتگان
‎